# NGC 311
NGC 311 је лентикуларна галаксија у сазвежђу Рибе која се налази на NGC листи објеката дубоког неба.
Деклинација објекта је + 30° 16' 49" а ректасцензија 0h 57m 32,8s. Привидна величина (магнитуда) објекта NGC 311 износи 13,0 а фотографска магнитуда 14,0. NGC 311 је још познат и под ознакама UGC 592, MCG 5-3-28, CGCG 501-49, PGC 3434.